# Agustín Dos Santos
Alexander Agustín Dos Santos Álvez (Salto, 9 de febrero de 2008) es un futbolista uruguayo. Juega de mediocentro y su equipo actual es el Club Nacional de Football de la Primera División de Uruguay.

## Trayectoria
Comenzó a jugar al fútbol en su ciudad natal, defendió al Club Atlético Universitario. En 2020, jugó un campeonato de fútbol 11, a pesar de que todavía jugaba en fútbol 7, llamó atención de Daniel "Pato" López, uno de los captadores de Nacional, que lo invitó al club. Firmó contrato con los Albos en 2021, jugó con la sub-13, al año siguiente se mudó a Montevideo para comenzar su formación juvenil.
Jugó 24 partidos en 2022 y colaboró con 9 goles en la sub-14, fueron campeones del Torneo Apertura y el Campeonato Uruguayo. Al año siguiente mejoró su cuota goleadora con 10 anotaciones en 17 encuentros con la sub-15.
En 2024 continuó su progreso en las juveniles, el 24 de septiembre firmó su primer contrato profesional, antes de partir al Sudamericano Sub-15. Totalizó 16 goles en 22 partidos con la sub-16, ganaron el Torneo Clausura tras vencer a Peñarol 4-1, con un gol suyo, pero posteriormente cayeron ante Defensor Sporting en la definición del Campeonato. Además debutó en Tercera División.
Fue ascendido al plantel principal y realizó la pretemporada 2025. Tuvo su debut no oficial el 13 de enero, el entrenador Martín Lasarte lo hizo ingresar al comienzo del segundo tiempo para enfrentar a San Lorenzo en la Serie Río de la Plata 2025 pero perdieron 0-1 en el Estadio Gran Parque Central. Disputó su primer encuentro con profesionales con 16 años y la camiseta número 14. Días después volvió a ser convocado para otro amistoso, contra Peñarol, no tuvo minutos, ganaron 3-1, y Agustín festejó el último gol provocando a la tribuna rival, lo que generó una reacción agresiva de Javier Méndez, posteriormente el juvenil se disculpó.
Debutó como profesional a nivel oficial el 16 de agosto de 2025, en la tercera fecha del Torneo Clausura, el entrenador Pablo Peirano lo mandó a cancha al minuto 84 y derrotaron a Progreso 3-1.

## Selección nacional
Ha sido internacional con la selección de fútbol de Uruguay en las categorías juveniles sub-15 y sub-17.

## Estadísticas

### Clubes
Actualizado al último partido citado el 16 de agosto de 2025.
| Club                        | Div.          | Temporada     | Liga  | Liga  | Liga   | Copas nacionales | Copas nacionales | Copas nacionales | Copas internacionales | Copas internacionales | Copas internacionales | Total | Total | Total  |
| Club                        | Div.          | Temporada     | Part. | Goles | Asist. | Part.            | Goles            | Asist.           | Part.                 | Goles                 | Asist.                | Part. | Goles | Asist. |
| --------------------------- | ------------- | ------------- | ----- | ----- | ------ | ---------------- | ---------------- | ---------------- | --------------------- | --------------------- | --------------------- | ----- | ----- | ------ |
| C. Nacional de F. · Uruguay | 1.ª           | 2025          | 1     | 0     | 0      | -                | -                | -                | 0                     | 0                     | 0                     | 1     | 0     | 0      |
| C. Nacional de F. · Uruguay | Total club    | Total club    | 1     | 0     | 0      | 0                | 0                | 0                | 0                     | 0                     | 0                     | 1     | 0     | 0      |
| Total carrera               | Total carrera | Total carrera | 1     | 0     | 0      | 0                | 0                | 0                | 0                     | 0                     | 0                     | 1     | 0     | 0      |
| 1.                          |               |               |       |       |        |                  |                  |                  |                       |                       |                       |       |       |        |

### Selección
Actualizado al último partido citado el 5 de abril de 2025.
| Selección         | Temporada         | Continental | Continental | Continental | Mundial      | Mundial      | Mundial      | Amistosos | Amistosos | Amistosos | Total | Total | Total  |
| Selección         | Temporada         | Part.       | Goles       | Asist.      | Part.        | Goles        | Asist.       | Part.     | Goles     | Asist.    | Part. | Goles | Asist. |
| ----------------- | ----------------- | ----------- | ----------- | ----------- | ------------ | ------------ | ------------ | --------- | --------- | --------- | ----- | ----- | ------ |
| Sub-15 · Uruguay  | 2023              | —           | —           | —           | —            | —            | —            | 4         | 0         | 0         | 4     | 0     | 0      |
| Sub-15 · Uruguay  | 2024              | 4           | 1           | 0           | -            | -            | -            | 12        | 3         | 0         | 16    | 4     | 0      |
| Sub-15 · Uruguay  | Total sel.        | 4           | 1           | 0           | 0            | 0            | 0            | 16        | 3         | 0         | 20    | 4     | 0      |
| Sub-17 · Uruguay  | 2025              | 4           | 1           | 0           | No clasificó | No clasificó | No clasificó | 4         | 2         | 0         | 8     | 3     | 0      |
| Sub-17 · Uruguay  | Total sel.        | 4           | 1           | 0           | 0            | 0            | 0            | 4         | 2         | 0         | 8     | 3     | 0      |
| Total selecciones | Total selecciones | 8           | 2           | 0           | 0            | 0            | 0            | 20        | 5         | 0         | 28    | 7     | 0      |
| 1.                |                   |             |             |             |              |              |              |           |           |           |       |       |        |